# Zeche Ombilin
Die Zeche Ombilin (PT Tambang Batubara Ombilin (TBO)) – ehemals Steenkolenmijnen Oembilin Sawaloento – ist eine Kohlemine in der Nähe von Sawahlunto in der Provinz West-Sumatra in Indonesien. Sie liegt im Westen der indonesischen Insel Sumatra, 70 km nordöstlich der Provinzhauptstadt Padang in einem Tal entlang dem Barisangebirge. Kohle wurde dort 1868 vom holländischen Ingenieur Willem Hendrik de Greve entdeckt. Die Förderung begann in der Gegend im Jahr 1876. Die Mine ist die älteste Kohleabbaustätte in Südostasien.

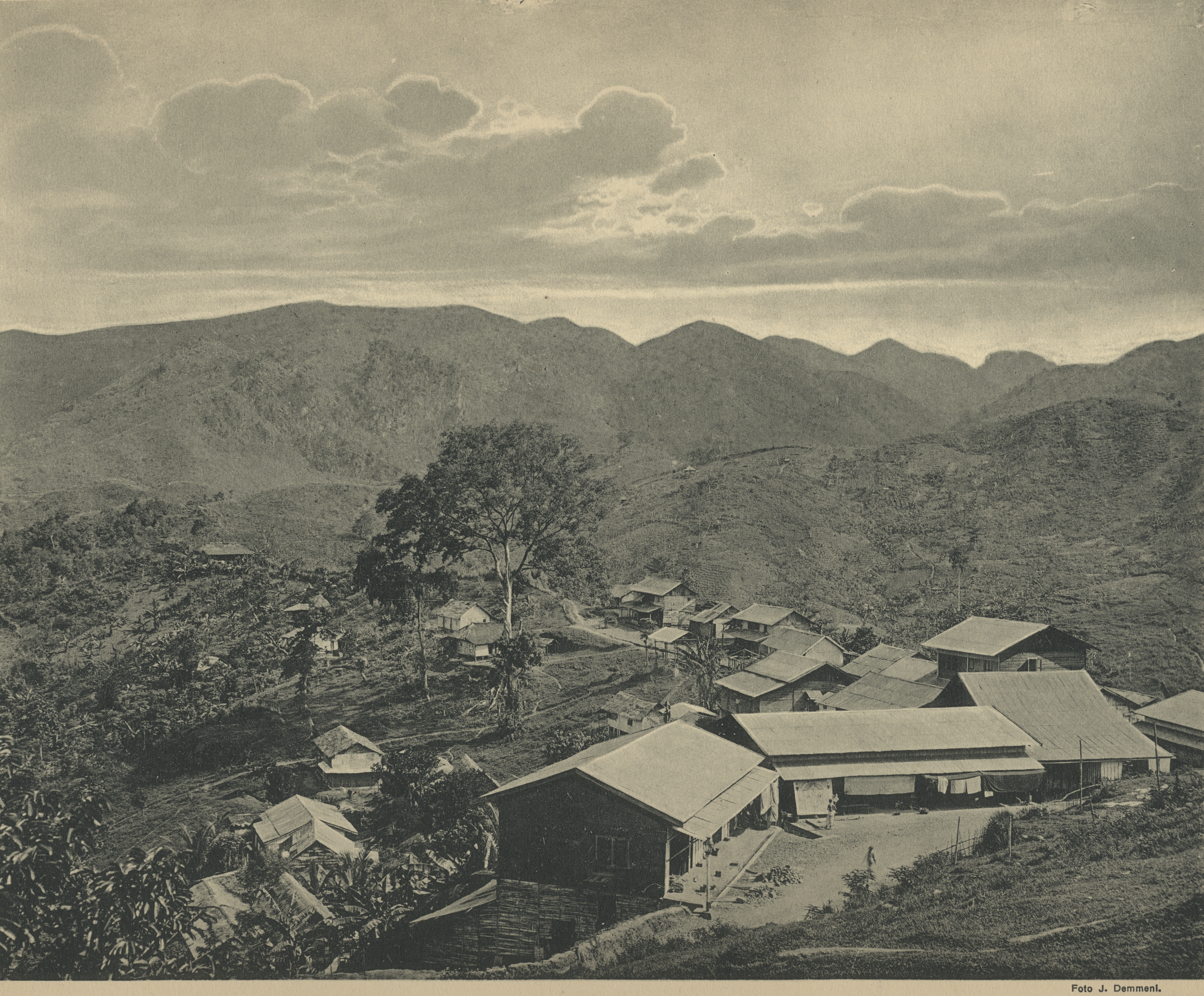
Kohlenmine Ombilin bei Sawahlunto etwa 1915.

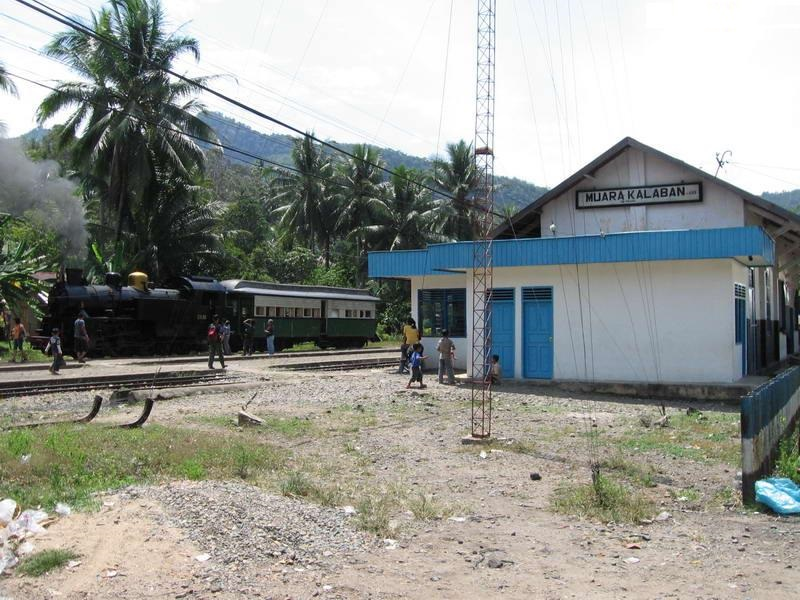
Bahnhof Muarakalaban mit Museumslokomotive E 10 60

## Geschichte
Mit dem Bau der Bahnstrecke Padang–Bukittinggi/Sawahlunto der Staatsspoorwegen ter Sumatra's Westkust über Padang Panjang, Solok und Muara Kalaban nach Sawahlunto begann 1892 der Abbau im Tagebau. Der 4 km lange Abschnitt zwischen Muara Kalaban und Sawahlunto führt durch den 828 Meter langen Eisenbahntunnel Lubang Kalam – der Name bedeutet dunkles Loch – der den Fuß der Barisan-Hügel durchdringt. Über diese Verbindung – teilweise als Zahnradbahn ausgeführt – gelangte die Kohle zur Verschiffung in den Hafen Teluk Bayur (Emmahaven) bei Padang. Während der japanischen Besetzung in Indonesien mussten Zwangsarbeiter die Strecke von Muara Kalaban nach Muaro bis nach Pekanbaru und die Ostküste Sumatras verlängern. Diese Strecke ging aber nie in Betrieb.
Die Kohlegruben befanden sich östlich und südwestlich des nördlichen Ortsteils (Kecamatan) Talawi von Sawahlunto. Der Endbahnhof der Bahnstrecke der Staatsspoorwegen ter Sumatra's Westkust befand sich im knapp zehn Kilometer entfernten südlichen Ortsteil (Kecamatan) Lembah Segar der Stadt.
In der Zeit vor der Unabhängigkeit erreichte die Kohleproduktion 1930 mit mehr als 620.000 Tonnen pro Jahr ihren Höhepunkt. Gefangene/Kettingganger (niederländisch für Menschen in Ketten) aus Java und Sumatra, die mit angeketteten Beinen, Händen und Hälsen zum Abbauort transportiert wurden, waren die Hauptbergleute.
Die Kohleproduktion deckte 90 Prozent des Energiebedarfs von Niederländisch-Ostindien.
In den Jahren 1942–1945 wurde die Mine von Japan kontrolliert und die Förderung ging zurück. Von 1945 bis 1958 wurde das Bergwerk von der Bergbaudirektion und von 1958 bis 1968 vom Büro der staatlichen, indonesischen Bergbaugesellschaft PT Bukit Asam (PTBA) verwaltet. 1968 wurde es zur Ombilin-Produktionseinheit der staatlichen Kohlebergbaugesellschaft. Die Produktion erreichte 1976 mit 1.201.846 Tonnen pro Jahr ihren Höhepunkt.
Bis 2002 wurden die Kohlefelder im Tagebau und unter Tage erschlossen. Danach konnte nur im Untertagebau weiter gefördert werden. Nach 2002 hatte die chinesische China National Technical Import and Export Corporation (CNTIC) 100 Millionen Dollar in die Mine investiert.
Bis 2008 hatte die Mine geschätzte Reserven von etwa 90,3 Millionen Tonnen Kohle, von denen 43 Millionen Tonnen abbaubar waren.
Die Mine gehört PT Tambang Batubara Bukit Asam (PTBA) und wurde zuletzt von der CNTIC betrieben. Sie produzierte etwa 500.000 Tonnen Kohle pro Jahr. Ab 2019 hatte das Kohlebergwerk PT Bukit Asam den Betrieb in Ombilin eingestellt.

## Touristische Attraktionen
Das ehemalige Bergbaugebiet wurde im Jahre 2019 zum Weltkulturerbe und bringt den Anwohnern heute Vorteile durch Wiederaufforstung und Umwandlung in ein Touristenziel. Eine Brunnenwartungsgrube mit ausreichender Beleuchtung und Luftzufuhr zieht einheimische und ausländische Touristen hauptsächlich aus Malaysia und Singapur an. In dem ehemaligen Hoofdkantoor van de steenkolenmijn Ombilin te Sawahloento – 400 Meter nordöstlich des ehemaligen Bahnhof Stasiun Kereta Api Sawahlunto – befindet sich heute das Kohlemuesem Museum Tambang Batubara Ombilin. Dort werden die Geschichte des Unternehmens und die Werkzeuge, die für den Bergbau verwendet wurden, präsentiert. Ursprüngliche Relikte wie der Stollen Lubang Mbah Suro, Arbeiter- und Minenarbeiterunterkünfte, Kohlefilter, Werkstätten, Grubenbahnen, Siedlungen und Verwaltungsgebäude sind erhalten. Das Bergbaugelände wurde in einen Zoo, einen See und einen Reitweg umgewandelt. Zu einer besonderen Attraktion entwickelte sich dort der Danau Biru (blauer See), eine der gefluteten ehemaligen Tagebaustätten. In der ehemaligen öffentlichen Kantine für die Arbeiter wurde das Museum Goedang Ransoem eingerichtet. Die 1918 während der niederländischen Kolonialzeit erbaute öffentliche Suppenküche war mit zwei großen Lagerhäusern und einem Brennofen ausgestattet. Hier wurde täglich Essen für 7000 Bergleute, Kettenarbeiter, Krankenhauspatienten und Familien von Bergbauarbeitern zubereitet. Ein kleines Eisenbahnmuseum befindet sich am Bahnhof im südlichen Ortsteil Kecamatan Lembah Segar von Sawahlunto. 500 Meter nördlich des Bahnhofs sind die ehemaligen Verladeanlagen, die in einen „Taman Silo“ – Silo-Garten umgestaltet wurden. Auf der Verbindungsbahn durch den Tunnel bei Sawahlunto nach Muara Kalaban fahren wieder Museumszüge für den Publikumsverkehr mit der einst hier im Kohletransport eingesetzten E 10 60, die vor vielen Jahren aus dem Eisenbahnmuseum Ambarawa auf Java an ihre angestammte Wirkungsstätte hier her zurückkam und im Dezember 2022 nach jahrelanger Restaurierung ihre erste Testfahrt unternahm. Zuvor zog sie hier schon einmal Museumszüge, die zwischenzeitlich komplett eingestellt waren.